# Chaoyangpark

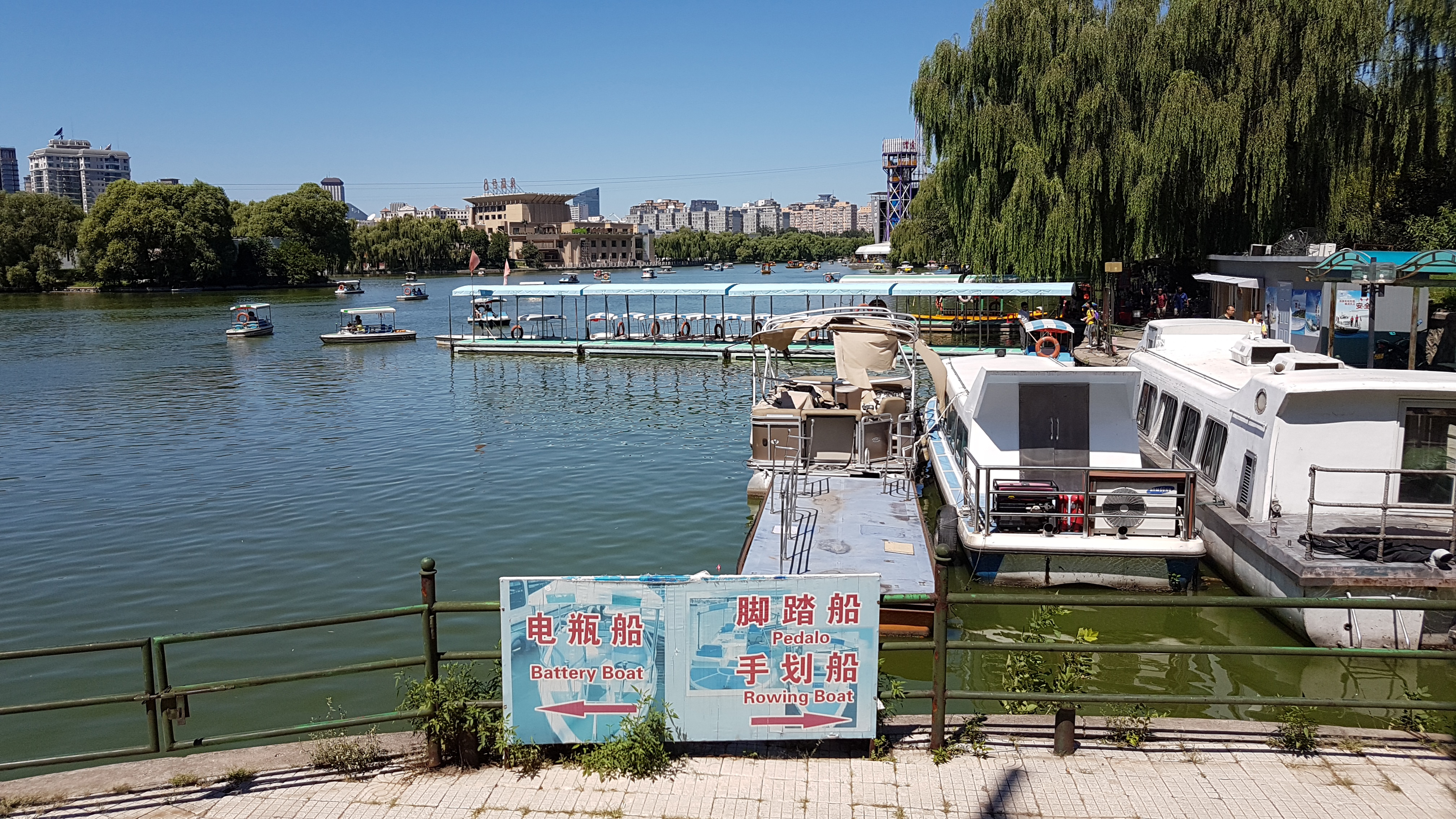
parkvijver in het Chaoyangpark

Het Chaoyangpark (hanzi: 朝阳公园; pinyin: Cháoyáng Gōngyuán) is een park in het noordoosten van de Chinese hoofdstad Peking in het district Chaoyang. Het park werd vanaf 1984 aangelegd op de plaats van een voormalig prinselijk paleis. Het is ongeveer 2,8 kilometer lang en 1,5 kilometer breed en beslaat een oppervlakte van bijna 289 hectare, waarvan zo'n 68 hectare uit water bestaat. Chaoyangpark is via het openbaar vervoer bereikbaar door lijn 14 van de metro van Peking.
Het park was in 2008 de speellocatie van het beachvolleybaltoernooi op de Olympische Spelen. Er werd een tijdelijk hoofdstadion gebouwd dat plaats bood aan 12.200 toeschouwers. Het zand voor de velden werd aangevoerd vanuit Dongfang in de provincie Hainan. Het stadion deed tot en met 2012 dienst voor het toernooi in de FIVB World Tour en ligt er sindsdien ongebruikt bij.
Het geplande Beijing Great Wheel waarvan de bouw in 2010 is afgelast zou eveneens in het Chaoyangpark komen te liggen.